# 541 Deborah
541 Deborah este un asteroid din centura principală, descoperit pe 4 august 1904, de Max Wolf.